# Arthur Nebe
Arthur Nebe (Berlino, 13 novembre 1894 – Berlino, 21 marzo 1945) è stato un generale e poliziotto tedesco.

## Biografia
Commissario di polizia a Berlino durante gli anni venti, fu uno dei primi membri delle Sturmabteilung (SA) e poi delle Schutzstaffel (SS). Nel 1936 venne posto a capo della Reichskriminalpolizei (Kripo), che venne incorporato nel corso della guerra nell'Amt V del Reichssicherheitshauptamt. Fu inoltre al comando dell'Einsatzgruppe B, gli squadroni della morte, attraverso i quali venivano eliminati gli indesiderati dal regime nazista.
Collaborò con Fabian von Schlabrendorff nell'attentato a Hitler del 20 luglio 1944, col solo scopo di uccidere anche Himmler per poi sostituirlo a capo delle SS, solo per ambizione personale e non spirito antinazista. ma in seguito al fallimento della congiura venne arrestato dalla Gestapo ed impiccato il 21 marzo 1945 nelle carceri di Plötzensee.

## Libri e film sulla sua figura
- Nel 1992 Robert Harris lo ha inserito tra i personaggi del suo romanzo Fatherland.
- Nel film Elser - 13 minuti che non cambiarono la storia di Oliver Hirschbiegel è stata inserita l'esecuzione di Nebe.
- Ben Pastor  lo ha inserito tra i personaggi del romanzo "La notte delle stelle cadenti".